# Pequeño (álbum de Dani Martín)
Pequeño es el primer álbum de estudio de Dani Martín en su etapa como solitario. El disco fue lanzado en España el 26 de octubre de 2010 en plataformas digitales y en formato físico. Se extrajeron tres sencillos, 16 Añitos, como sencillo líder, Mira la Vida y Mi Lamento.
El álbum tuvo dos versiones adicionales, Pequeño... (Tesoro) - Las Maquetas de Pequeño que contiene las versiones maqueta de ocho de las canciones del disco y Pequeño - ¡Qué Grande Puedes Llegar a Ser! que contiene las 12 canciones base de Pequeño, una versión acústica de Mira la Vida, un dueto con Coque Malla para Los Valientes de la Pandilla, las ocho maquetas de Pequeño... (Tesoro) - Las Maquetas de Pequeño, nuevas versiones de 16 Añitos, Mira la Vida y Mi Lamento y el documental dividido en cinco partes de La Vida de Pequeño.

## Lista de canciones
| Pequeño |                                |              |          |  |
| N.º     | Título                         | Escritor(es) | Duración |  |
| 1.      | «16 Añitos»                    | Dani Martín  | 4:13     |  |
| 2.      | «Mira la Vida»                 | Dani Martín  | 3:40     |  |
| 3.      | «Mi Lamento»                   | Dani Martín  | 4:00     |  |
| 4.      | «Eres»                         | Dani Martín  | 3:37     |  |
| 5.      | «La Verdad»                    | Dani Martín  | 3:13     |  |
| 6.      | «Los Valientes de la Pandilla» | Dani Martín  | 4:18     |  |
| 7.      | «La Línea»                     | Dani Martín  | 3:39     |  |
| 8.      | «El Puzzle»                    | Dani Martín  | 3:17     |  |
| 9.      | «Tres Encantos»                | Dani Martín  | 3:37     |  |
| 10.     | «Pequeño»                      | Dani Martín  | 4:09     |  |
| 11.     | «Lo Que Nace se Apaga»         | Dani Martín  | 4:30     |  |
| 12.     | «El Cielo de los Perros»       | Dani Martín  | 4:07     |  |
| 45:00   |                                |              |          |  |

| Pequeño... (Tesoro) - Las Maquetas de Pequeño |                                                  |          |  |
| N.º                                           | Título                                           | Duración |  |
| 1.                                            | «16 Añitos» (Versión Maqueta)                    | 4:43     |  |
| 2.                                            | «Mira la Vida» (Versión Maqueta)                 | 3:32     |  |
| 3.                                            | «Mi Lamento» (Versión Maqueta)                   | 4:00     |  |
| 4.                                            | «Eres» (Versión Maqueta)                         | 3:38     |  |
| 5.                                            | «Los Valientes de la Pandilla» (Versión Maqueta) | 4:10     |  |
| 6.                                            | «El Puzzle» (Versión Maqueta)                    | 3:18     |  |
| 7.                                            | «Tres Encantos» (Versión Maqueta)                | 2:54     |  |
| 8.                                            | «Lo Que Nace se Apaga» (Versión Maqueta)         | 4:18     |  |
| 29:13                                         |                                                  |          |  |

| Pequeño - ¡Qué Grande Puedes Llegar a Ser! |                                                  |              |          |  |
| N.º                                        | Título                                           | Escritor(es) | Duración |  |
| 1.                                         | «16 Añitos»                                      | Dani Martín  | 4:13     |  |
| 2.                                         | «Mira la Vida»                                   | Dani Martín  | 3:40     |  |
| 3.                                         | «Mi Lamento»                                     | Dani Martín  | 4:00     |  |
| 4.                                         | «Eres»                                           | Dani Martín  | 3:37     |  |
| 5.                                         | «La Verdad»                                      | Dani Martín  | 3:13     |  |
| 6.                                         | «Los Valientes de la Pandilla»                   | Dani Martín  | 4:18     |  |
| 7.                                         | «La Línea»                                       | Dani Martín  | 3:39     |  |
| 8.                                         | «El Puzzle»                                      | Dani Martín  | 3:17     |  |
| 9.                                         | «Tres Encantos»                                  | Dani Martín  | 3:37     |  |
| 10.                                        | «Pequeño»                                        | Dani Martín  | 4:09     |  |
| 11.                                        | «Lo Que Nace se Apaga»                           | Dani Martín  | 4:30     |  |
| 12.                                        | «El Cielo de los Perros»                         | Dani Martín  | 4:07     |  |
| 13.                                        | «Mira la Vida» (Acústico)                        | Dani Martín  | 3:43     |  |
| 14.                                        | «Los Valientes de la Pandilla» (con Coque Malla) | Dani Martín  | 4:18     |  |
| 15.                                        | «16 Añitos» (Versión Maqueta)                    |              | 4:43     |  |
| 16.                                        | «Mira la Vida» (Versión Maqueta)                 |              | 3:32     |  |
| 17.                                        | «Mi Lamento» (Versión Maqueta)                   |              | 4:00     |  |
| 18.                                        | «Eres» (Versión Maqueta)                         |              | 3:38     |  |
| 19.                                        | «Los Valientes de la Pandilla» (Versión Maqueta) |              | 4:10     |  |
| 20.                                        | «El Puzzle» (Versión Maqueta)                    |              | 3:18     |  |
| 21.                                        | «Tres Encantos» (Versión Maqueta)                |              | 2:54     |  |
| 22.                                        | «Lo Que Nace se Apaga» (Versión Maqueta)         |              | 4:18     |  |
| 23.                                        | «16 Añitos»                                      |              | 4:18     |  |
| 24.                                        | «Mira la Vida»                                   |              | 4:03     |  |
| 25.                                        | «Mi Lamento»                                     |              | 4:04     |  |
| 26.                                        | «El Nuevo Barrio» (La Vida de Pequeño)           |              | 4:07     |  |
| 27.                                        | «El Palacio de las Neveras» (La Vida de Pequeño) |              | 4:18     |  |
| 28.                                        | «La Iniciación» (La Vida de Pequeño)             |              | 3:12     |  |
| 29.                                        | «Los Pájaros» (La Vida de Pequeño)               |              | 3:05     |  |
| 30.                                        | «Los Valientes» (La Vida de Pequeño)             |              | 4:50     |  |
| 112:00                                     |                                                  |              |          |  |